# Богодаровка (Синельниковский район)
Богодаровка (укр. Богодарівка) — село,
Александровский сельский совет,
Покровский район,
Днепропетровская область,
Украина.
Код КОАТУУ — 1224280503. Население по переписи 2001 года составляло 70 человек .

## Географическое положение
Село Богодаровка находится на левом берегу реки Волчья,
выше по течению на расстоянии в 1 км расположено село Александровка,
ниже по течению на расстоянии в 1 км расположено село Писанцы,
на противоположном берегу — пгт Покровское.
Через село проходит автомобильная дорога Н-15.

## История
- 1815 — дата основания.